# Рагимов, Микаил Садиг оглы
Микаил Садиг оглы Рагимов (азерб. Rəhimov Mikayıl Sadiq oğlu; 11 мая 1987, поселок Джейранбатан, Апшеронский район, Азербайджанская ССР, СССР) — азербайджанский футболист, амплуа — защитник.

## Биография
Микаил Рагимов начал заниматься футболом в возрасте 13 лет в детской футбольной школе сумгаитского клуба «Гянджлик-95» под руководством тренера Тофика Рзаева. Обучался в данной школе в течение 5 лет. В 2006—2007 годах проходил воинскую службу в рядах вооружённых сил Азербайджана. Живёт в городе Сумгаит.

## Клубная карьера

### Чемпионат
Профессиональную карьеру футболиста начал в 2005 году с выступления в клубе первой лиги «Гянджларбирлийи-2» из Сумгаита, в котором провел пол сезона. После службы в армии, в 2008 году перешёл в клуб первой лиги «Бакылы» из Баку. В первый же год выступления за бакинский клуб, команда стала победителем первой лиги и получила право выступать в Премьер-лиге. В дальнейшем защищал также цвета клубов «Мугань» Сальяны, «Симург» Закаталы и «Туран» Товуз.
Летом 2013 года заключил годовой контракт с клубом первого дивизиона «Араз-Нахчыван».

### Кубок
| № | Дата            | Раунд                      | Клуб            | Соперник          | Лига            | Итог  |
| - | --------------- | -------------------------- | --------------- | ----------------- | --------------- | ----- |
| 1 | 30 ноября 2011  | 1/8 финала                 | «Симург»        | «Нефтчи»          | Премьер-Лига    | 0 : 1 |
| 2 | 28 ноября 2012  | 1/8 финала                 | «Туран»         | «Хазар-Ленкорань» | Премьер-Лига    | 1 : 1 |
| 3 | 30 октября 2013 | Первый раунд — 1/16 финала | «Араз-Нахчыван» | «Ахсу»            | Первый Дивизион | 1 : 0 |
| 4 | 4 декабря 2013  | Второй раунд — 1/8 финала  | «Араз-Нахчыван» | «Симург»          | Премьер-Лига    | 2 : 2 |

## Достижения
- 2008 год — победитель первого дивизиона в составе ФК «Бакылы».